# 京都大学大学院医学研究科・医学部

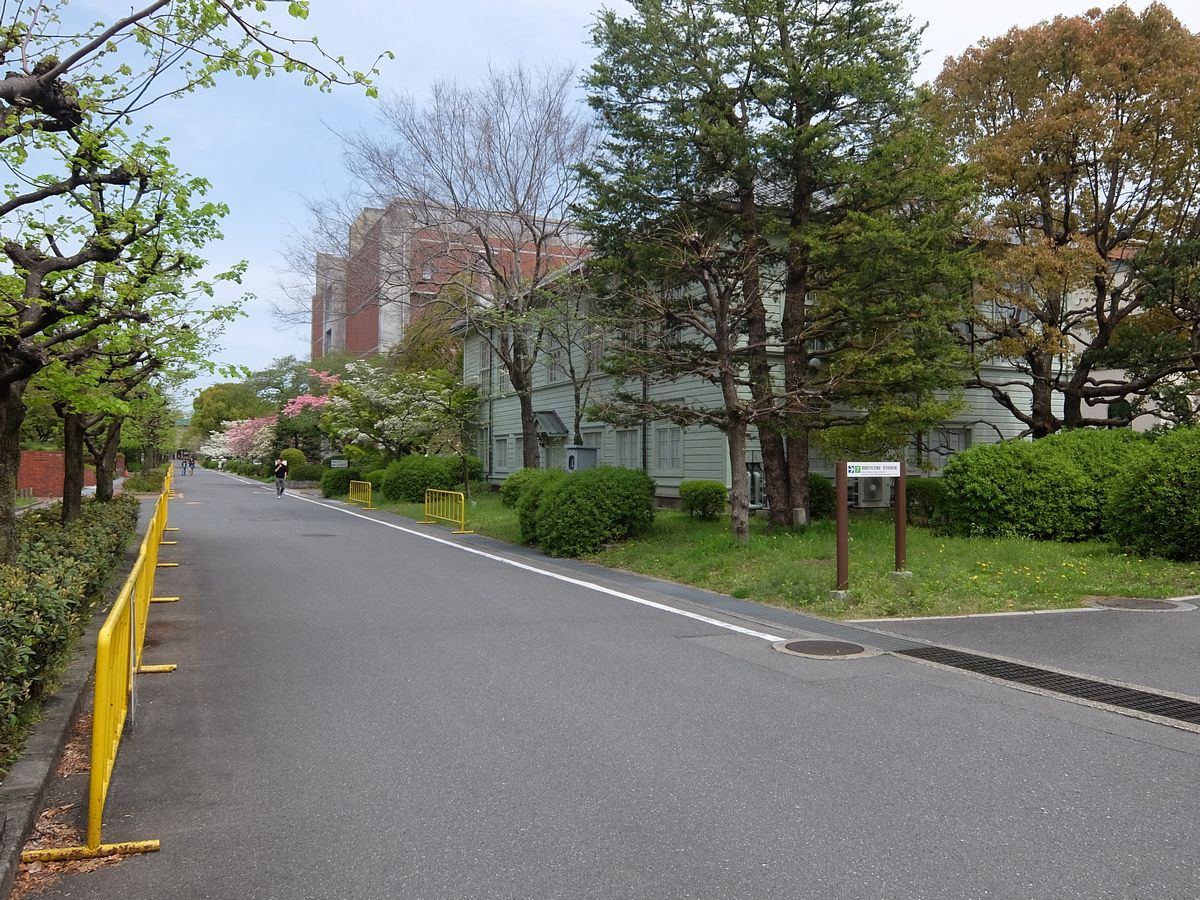
医学部構内

京都大学大学院医学研究科（きょうとだいがくだいがくいんいがくけんきゅうか、英語: Graduate School of Medicine, Kyoto University）は、京都大学大学院に設置される研究科の一つである。また、京都大学医学部（きょうとだいがくいがくぶ、英語: Faculty of Medicine, Kyoto University）は、京都大学に設置される学部の一つである。附属病院と共に吉田キャンパス南地区に位置する。

## 沿革

### 旧制

#### 明治
京都帝国大学設置から2年後の1899年（明治32年）、法科大学とともに京都帝国大学医科大学、および医学科が開設された。初代医科大学長は坪井次郎。
同年12月、京都帝国大学医科大学附属医院開設。同年には附属医院に看護婦見習講習科を設置、現在の人間健康科学系専攻の源流である。
1903年、修猷館附属の福岡藩校賛生館を前身として京都帝国大学福岡医科大学に分割され、医科大学は京都医科大学と改名される。1911年（明治44年）4月、同年1月に設立された九州帝国大学（工科大学のみ）に福岡医科大学が移管され、九州帝国大学医科大学となった。

#### 大正
1919年（大正8年）2月、帝国大学令の改正により分科大学制が廃止され、医科大学が京都帝国大学医学部となる。

#### 昭和
1939年（昭和14年）4月、医学部に薬学科を設置。同年5月、京都帝国大学臨時医学専門部を設置。（昭和19年）、臨時医学専門部を京都帝国大学附属医学専門部と改称。
1945年、附属医院に看護婦を養成する厚生女学部を設置（1948年には厚生女学部に専攻科を設置）。
1947年、京都帝国大学が京都大学と改称される。

### 新制

#### 昭和
1949年（昭和24年）、新制京都大学となる。旧附属医学専門部が新制京都大学医学部に統合され、医学部附属医院は医学部附属病院と改称される。
1951年、附属病院厚生女学部専攻科が京都大学看護学校と改称され、本科が廃止される。
1955年7月、大学院医学研究科設立。当初は生理系専攻・病理系専攻・社会医学系専攻・内科系専攻・外科系専攻を設置。
1960年、薬学科が独立し、京都大学薬学部（薬学科）となる。

### 平成
2003年（平成15年）10月、京都大学医療技術短期大学部を統合し、医学部に保健学科を設置。
2008年4月、保健学科を人間健康科学科に改称。
2018年4月、京都大学・マギル大学ゲノム医学国際連携専攻を設置。
同年12月、本庶佑名誉教授（京都大学医学部卒業、京都大学医学博士）がノーベル生理学・医学賞を受賞する。

## 教育と研究

### 組織

#### 医学部
- 医学科
- 人間健康科学科

#### 医学研究科
- 医学専攻
- 医科学専攻
- 社会健康医学系専攻
- 人間健康科学系専攻
- 京都大学・マギル大学ゲノム医学国際連携専攻

#### 附属施設
医学部附属
- 病院

医学研究科附属
- 医学図書館
- 動物実験施設
- 先天異常標本解析センター
- 総合解剖センター
- バイオフロンティアプラットフォーム
- 脳機能総合研究センター
- ゲノム医学センター
- 医学教育・国際化推進センター
- 医学研究支援センター
- がん免疫総合研究センター
- 先端医療研究開発機構（iACT）
- 医療DX教育研究センター
- 高井リサーチセンター
- 杉浦地域医療研究センター

### 研究
21世紀COEプログラム
- 2003年

医学系
- 「病態解明を目指す基礎医学研究拠点」（医学研究科分子医学系専攻）
- 「融合的移植再生治療を目指す国際拠点形成」（医学研究科外科系専攻）

グローバルCOEプログラム
- 2008年

医学系
- 「生命原理の解明を基とする医学研究教育拠点」（医学研究科医学専攻）

## 歴代医学研究科長・医学部長

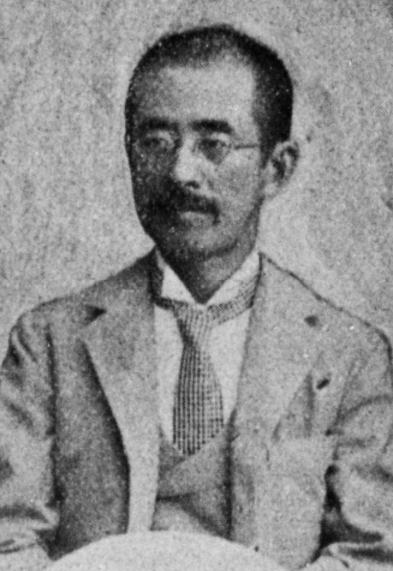
初代京都帝国大学医科大学学長・坪井次郎（1863－1903）薩摩藩医・坪井為春の子として江戸芝区浜松町で生まれ、1885年に東京帝国大学卒業後、東京大学御用掛となり1887年に同大助教授、1880年ミュンヘン大学官費留学、帰国後1894年に東京帝大医大助教授、1895年医学博士取得、1899年京都帝大医大教授・学長就任

歴代医学研究科長・医学部長は以下の通り。
| 氏名       | 在任時期                        | 専門分野           | 備考                         |
| ---------- | ------------------------------- | ------------------ | ---------------------------- |
| 坪井次郎   | 1899年07月06日 - 1903年07月13日 | 衛生学             |                              |
| 荒木寅三郎 | 1903年07月13日 - 1915年06月15日 | 医化学             | 京都帝国大学第7代総長        |
| 伊藤隼三   | 1915年06月23日 - 1921年07月02日 | 外科学             |                              |
| 足立文太郎 | 1921年07月02日 - 1925年07月21日 | 解剖学             |                              |
| 森島庫太   | 1925年07月21日 - 1928年04月21日 | 薬理学             |                              |
| 今村新吉   | 1928年04月21日 - 1932年04月30日 | 精神医学           |                              |
| 戸田正三   | 1932年04月30日 - 1936年05月10日 | 衛生学             |                              |
| 前田鼎     | 1936年05月11日 - 1938年04月30日 | 医化学             |                              |
| 戸田正三   | 1938年04月30日 - 1938年11月10日 | 衛生学             |                              |
| 松本信一   | 1938年11月30日 - 1940年11月30日 | 皮膚病学黴毒学     |                              |
| 小川睦之輔 | 1940年11月30日 - 1942年11月28日 | 解剖学             |                              |
| 舟岡省五   | 1942年11月28日 - 1944年12月27日 | 解剖学             |                              |
| 木村廉     | 1944年12月27日 - 1948年12月27日 | 微生物学           |                              |
| 荻生規矩夫 | 1948年12月27日 - 1952年12月27日 | 薬理学             |                              |
| 内野仙治   | 1952年12月27日 - 1956年12月26日 | 医化学             |                              |
| 平澤興     | 1956年12月26日 - 1957年12月16日 | 解剖学             | 京都大学第16代総長           |
| 山本俊平   | 1957年12月16日 - 1961年06月14日 | 皮膚病学黴毒学     |                              |
| 堀井五十雄 | 1961年06月15日 - 1965年06月15日 | 解剖学             |                              |
| 山田肇     | 1965年06月15日 - 1968年07月31日 | 薬理学             |                              |
| 岡本耕造   | 1968年08月01日 - 1969年08月13日 | 病理学             |                              |
| 岡本道雄   | 1969年08月14日 - 1970年09月01日 | 解剖学             | 事務取扱、京都大学第19代総長 |
| 岡本道雄   | 1970年09月01日 - 1973年12月16日 | 解剖学             |                              |
| 太藤重夫   | 1973年12月16日 - 1975年12月15日 | 皮膚病学黴毒学     |                              |
| 菅原努     | 1975年12月16日 - 1979年12月15日 | 放射能基礎医学     |                              |
| 早石修     | 1979年12月16日 - 1981年12月15日 | 医化学             |                              |
| 伊藤洋平   | 1981年12月16日 - 1985年07月26日 | 微生物学           |                              |
| 佐野晴洋   | 1985年07月26日 - 1985年10月01日 | 公衆衛生学         | 事務取扱                     |
| 佐野晴洋   | 1985年10月01日 - 1987年04月01日 | 公衆衛生学         |                              |
| 内野治人   | 1987年04月01日 - 1989年03月31日 | 内科学             |                              |
| 井村裕夫   | 1989年04月01日 - 1991年12月15日 | 内科学             | 京都大学第22代総長           |
| 佐々木和夫 | 1991年12月16日 - 1993年03月31日 | 認知行動脳科学     |                              |
| 菊池晴彦   | 1993年04月01日 - 1996年09月30日 | 脳神経外科学       |                              |
| 本庶佑     | 1996年10月01日 - 2000年09月30日 | 分子生物学         | ノーベル生理学・医学賞を受賞 |
| 中西重忠   | 2000年10月01日 - 2002年09月30日 | 生体情報科学       |                              |
| 本庶佑     | 2002年10月01日 - 2004年09月30日 | 分子生物学         |                              |
| 成宮周     | 2004年10月01日 - 2007年09月30日 | 神経・細胞薬理学   |                              |
| 塩田浩平   | 2007年10月01日 - 2008年09月30日 | 形態形成機構学     |                              |
| 光山正雄   | 2008年10月01日 - 2010年09月30日 | 微生物感染症学     |                              |
| 湊長博     | 2010年10月01日 - 2014年09月30日 | 免疫細胞生物学     |                              |
| 上本伸二   | 2014年10月01日 - 2018年09月30日 | 肝胆膵・移植外科学 |                              |
| 岩井一宏   | 2018年10月01日 - 2022年09月30日 | 細胞機能制御学     |                              |
| 伊佐正     | 2022年10月01日 - 現職           | 神経生物学         |                              |

## 同窓会
医学部・医学研究科の同窓会には、下記の組織・団体がある
- 芝蘭会（医学科）
- 紫緑会（人間健康科学科および医療技術短期大学部）